# Simon Uzenat
Simon Uzenat, né le 15 avril 1985 à Nantes, est un homme politique français, membre du Parti socialiste (PS). 
Il est conseiller régional de Bretagne depuis 2021 et sénateur du Morbihan depuis 2023.

## Biographie
Simon Uzenat né en 1985 à Nantes où il grandit jusqu'à ce que sa famille déménage à dans la région de Vannes en 1998. Il est scolarisé puis au collège Jules-Simon puis au Lycée Charles-de-Gaulle avant d'étudier à Paris à l'Université Panthéon-Sorbonne puis à l'ENS. Il s'engage en politique en prenant sa carte au Parti socialiste en 2002.
Il est élu à la tête de la section locale de Vannes du Parti socialiste en 2013 puis de celle départementale du Morbihan en 2021.
Il se présente aux élections municipale de 2014 à Vannes à la tête d'une liste rassemblant plusieurs partis de gauche, mais est très nettement battu en ne remportant que 21,34 % des suffrages. Il siège au conseil municipal dans l'opposition au maire David Robo. Il est de nouveau largement battu lors du scrutin suivant en 2020 en ne remportant que 20,53% et que le maire sortant est réélu dès le premier tour.
Il devient  conseiller communautaire de Golfe du Morbihan - Vannes Agglomération en 2014. Au sein du conseil communautaire, il est délégué au tourisme, à l'innovation et aux transitions économiques entre 2017 et 2020. 
Élu à la Région Bretagne sur la liste de Loïg Chesnais-Girard en 2021, il est conseiller régional de Bretagne, délégué à la commande publique et aux projets alimentaires territoriaux.
Simon Uzenat est élu sénateur le 24 septembre 2023. Il retrouve le Palais du Luxembourg où il a déjà travaillé de 2007 à 2017 comme collaborateur parlementaire de la sénatrice Odette Herviaux de 2007 à 2017.